# スティーヴン・アドラー
スティーヴン・アドラー（Steven Adler, 1965年1月22日 - ）は、アメリカ合衆国のミュージシャン、ドラマー。オハイオ州クリーブランド出身。
1985年から1990年までガンズ・アンド・ローゼズに、2003年から2011年までアドラーズ・アペタイトに参加していた。2011年以降は新バンド、アドラーを立ち上げている。

## バイオグラフィ
オハイオ州クリーブランド生まれ。10歳のときにスラッシュと知り合う。スラッシュが初めて手にしたギターは、スティーブンの祖母から譲り受けたもの。また、当時はギターやヴォーカルにも挑戦していた。
1984年に、スラッシュともにRoad Crewを結成。後にダフ・マッケイガンが加入。
1985年6月6日に、アクセル・ローズとイジー・ストラドリンで活動していたL.A.ガンズにRoad Cruewの3人が合流、ガンズ・アンド・ローゼズとしてデビューする。
デビュー後、1987年末にバーでの喧嘩により腕を骨折し、3ライブをシンデレラのフレッド・コウリーがドラマー代役として務めている。
1989年にはドラッグ中毒治療のため、アメリカン・ミュージック・アワードの授賞式の出演が不能な状態となり、ドン・ヘンリーが代役を務める。10ヶ月間のドラッグ中毒治療の為の猶予を与えられるが、復帰は出来なかった。
1990年3月28日に、ガンズ・アンド・ローゼズを解雇。
1991年7月19日に、バンド及びマネージメントに対し「説明なしで解雇された」とした訴訟を起こす。秋には、新生Road Crewでの活動を始めるが、長くは続かなかった。
1993年にはバンドを告訴し、バンド側が230万ドルの示談金を払い、今後も関連楽曲の15%の収入を手にすることで落ち着く。
2003年、アドラーズ・アペタイトを結成。
2010年7月に、自伝「My Appetite for Destruction: Sex, and Drugs, and Guns N' Roses 」を発表。
2011年に新バンド「アドラー」を結成。